# Liturgia św. Bazylego Wielkiego
Boska Liturgia Świętego Bazylego Wielkiego – jeden z porządków sprawowania Boskiej Liturgii w rycie bizantyjskim. 
Tradycja Kościoła przypisuje jej autorstwo świętemu Bazylemu Wielkiemu, biskupowi Cezarei Kapadockiej.
Ten porządek celebracji stosowany jest do dziś w wielu Kościołach Prawosławnych i Katolickich Kościołach Wschodnich:
- w niedziele wielkiego postu (z wyjątkiem Niedzieli Palmowej),
- w Wielki Czwartek,
- w Wielką Sobotę,
- w Narodzenie Pańskie,
- w Epifanię
- i w dzień liturgicznego wspomnienia św. Bazylego Wielkiego.